# Cordel do Fogo Encantado
Cordel do Fogo Encantado é um grupo musical brasileiro fundado na cidade de Arcoverde, Pernambuco.

## História
Em 1997, um grupo teatral voltou a atenção para a cidade de Arcoverde. Nascia o espetáculo "Cordel do Fogo Encantado", basicamente de poesia, onde a música ocuparia um espaço de ligação entre essa poesia. Começou em um ambiente de teatro e as pessoas envolvidas eram relacionadas ao teatro. Na formação, Alberone, José Paes de Lira, Clayton Barros e Emerson Calado. Por dois anos, o espetáculo percorreu o interior do estado.
Em Recife, o grupo ganhou mais duas adesões que iriam modificar sua trajetória: os percussionistas Nego Henrique e Rafa Almeida. No carnaval de 1999, o Cordel se apresenta no Festival Rec-Beat e o que era apenas uma peça teatral ganha contornos de um espetáculo musical.
Em 2001, com produção do mestre da percussão Naná Vasconcelos, o Cordel do Fogo Encantado se fecha em estúdio para gravar o primeiro álbum, que leva o nome da banda.
Com turnê que passou pelos mais remotos cantos do país, um ano depois, em 2002, o grupo volta para o estúdio para gravar o segundo trabalho: O Palhaço do Circo sem Futuro, produzido por eles mesmos, de forma independente, e lançado no primeiro semestre de 2003.
O Cordel do Fogo Encantado ganhou projeção internacional, com apresentações na Bélgica, Alemanha e França. No cinema, a banda participou da trilha sonora e do filme de Cacá Diegues, Deus É Brasileiro. Nas brechas das turnês, Lira Paes marcou presença também na trilha sonora de Lisbela e o Prisioneiro, de Guel Arraes, na qual interpreta a canção "O Amor É Filme". Lirinha, como é conhecido pelos fãs, também atuou no filme Árido Movie, de 2006.
Em outubro de 2005 o Cordel do Fogo Encantado lançou o DVD MTV Apresenta, o primeiro registro audiovisual da banda.
Transfiguração, terceiro disco, é lançado em setembro de 2006. Pela primeira vez o grupo faz primeiro o registro sonoro para então se dedicar à criação do espetáculo, com produção de Carlos Eduardo Miranda e Gustavo Lenza e mixagem de Scotty Hard.
Em 2007, a banda se apresentou na abertura dos jogos Pan-Americanos, no Maracanã.
Em fevereiro de 2010, Lirinha anunciou a sua saída do Cordel do Fogo Encantado, encerrando as atividades da banda. O vocalista afirmou que tinha "necessidade de trilhar novos caminhos."[carece de fontes?]
Em 23 de fevereiro de 2018, o Cordel do Fogo Encantado anunciou o seu retorno às atividades, com a formação original, e o lançamento de um novo disco, Viagem ao Coração do Sol, que chegou às lojas em 6 de abril. Além disso, o grupo anunciou o relançamento de seus três álbuns de estúdio nas plataformas digitais. O álbum Viagem ao Coração do Sol foi eleito o 36º melhor disco brasileiro de 2018 pela revista Rolling Stone Brasil e um dos 25 melhores álbuns brasileiros do primeiro semestre de 2018 pela Associação Paulista de Críticos de Arte.

## Membros
- José Paes de Lira - "Lirinha"[4] – voz e pandeiro[3]
- Clayton Barros – violão e voz[13]
- Emerson Calado – percussão e voz
- Nego Henrique – percussão e voz
- Rafa Almeida – percussão e voz

## Discografia

### Álbuns
- Cordel do Fogo Encantado (2001)
- O Palhaço do Circo sem Futuro (2002)
- Transfiguração (2006)
- Viagem ao Coração do Sol (2018)

### Videografia
- MTV Apresenta (2005), gravado em São Paulo na Casa das Caldeiras.